# 上海财税与投融资体制改革
上海融资改革是指1980年代中期到21世纪初上海市人民政府为解决城市建设资金缺乏（直到1990年代，上海市的财政收入约80%均上缴中央政府），通过多项创新改革措施，努力扩大融资渠道，从而使得上海市的财政收入大幅增长（如：1994年上海市除去上缴中央后的地方财政收入较1993年增加了约500%，当年上海经济成长率达到14.3%），为上海城市的建设提供了强大的资金保证。上海融资改革主要分为三个阶段，1980年代中期至1990年代初期以贷款融资为主；1990年代以土地批租为主；1990年代后期以后以社会融资（居民储蓄、证券市场和社保基金等）为主。

## 背景

### 上海支撑中国财政
上海所在的地区，在古代便是江南鱼米之乡、富庶之地，古代上海地区（如明代的“松江府”）的提供赋税就是中央政府财政收入的重要来源，也为解决其他地区的粮食供给问题起到了积极作用。
中华人民共和国成立时，上海是亚洲最大的城市，中国工商业中心，几乎云集了中国工业的半壁江山。在计划经济时期和改革开放初期，由于中国实行严格的包税制，上海本地财富绝大多数均上缴中央后支援全国。1950年——1990年，中国中央财政中，上海市上缴的财政约占1/6，以地方财政上缴中央再扣除中央财政下拨的资金计算的“净上缴财政”，上海市的贡献比例更大，超过20%，上海财政收入中，平均约84%均上缴中央政府。其中在1959年至1978年的20年间，上海每年向全国输送的财政积累，达到同期上海本地固定资产投资的25倍，几乎等于“每一年上缴一个上海”。